# X̓
X̓ (minuscule : x̓), appelé X virgule suscrite, est une lettre latine utilisée dans l’écriture du chumash purisimeño.
Il s’agit de la lettre X diacritée d’une virgule suscrite.

## Usage informatique
Le X virgule suscrite peut être représenté avec les caractères Unicode suivants : 
- décomposé (latin de base, diacritiques) :

| formes    | représentations | chaînes de caractères | points de code | descriptions                                          |
| --------- | --------------- | --------------------- | -------------- | ----------------------------------------------------- |
| capitale  | X̓               | X◌̓                    | U+0058 U+0313  | lettre majuscule latine x diacritique virgule en chef |
| minuscule | x̓               | x◌̓                    | U+0078 U+0313  | lettre minuscule latine x diacritique virgule en chef |

## Sources
- (en) Timothy Paul Henry-Rodriguez, Purisimeño-English, English-Purisimeño lexicon, final edition, 2021 (hdl 10125/80336, lire en ligne)